# THECOO
THECOO株式会社（ザクー、英: THECOO Inc.）は、東京都渋谷区に本社を置く、インフルエンサー関連事業を手掛ける日本の企業。

## 概要
THECOOは、Google出身の平良真人により、2014年に品川区上大崎で運用型広告事業を行うルビー・マーケティングとして設立された会社。2015年からインフルエンサーセールス事業を開始し、2016年にTHECOOに商号を変更。
主力事業である、芸能人やインフルエンサーなどのファンクラブプラットフォーム「Fanicon」が、新型コロナウイルス感染症の世界的流行の中で急成長し、2021年にはNTTドコモと業務提携を締結。同年東京証券取引所マザーズに上場した。
そのほか、女性インフルエンサーやゲーム実況者に特化したプロダクションを運営。また、ライブ配信・収録やイベントなども可能な多用途スタジオ「BLACKBOX³」（「BOXスタジオ」および「BRICKスタジオ」）と「PEAKS STUDIO」（「GONDOLA RECORDS」および「空中酒場」）を擁し、Faniconコミュニティ開設者などへは無償での提供が行われている。
2022年7月にエンタメ情報Webメディア「Bezzy」（ベジー）を開設した。

## 沿革
- 2014年 東京都品川区上大崎二丁目でインターネット広告業のルビー・マーケティング株式会社を設立[2]。
- 2015年 インフルエンサーセールス事業を開始[2]。
- 2016年 THECOO株式会社に商号を変更[2]。
- 2018年 東京都渋谷区神宮前三丁目に本社を移転[2]。
- 2019年 子会社HUITMORE株式会社を吸収合併[2]。
- 2021年 東京都新宿区にスタジオBLACKBOX³を開設[注釈 1]、東京証券取引所マザーズに上場[2]。
- 2022年 東京都渋谷区神宮前二丁目に本社を移転、オフィス内にスタジオPEAKS STUDIOを開設[8]。

## Studio Coup
Studio Coup（スタジオ クー）は、2017年に立ち上げられた、THECOO株式会社のゲーム実況者プロダクション。

### 所属クリエイター
※出典
- ドズル[11]
- 28（ふたば）
- しう
- オパシ
- きおきお
- ななか
- 柊みゅう
- 草の人
- ゆきぶやー
- kei（ゆっくり工魔クラフト）
- じゅえりー
- けそポテト
- じんたん
- よしこちゃん

#### かつて所属していたクリエイター
- うごくちゃん（2020年逝去）[12][13]
- ざんげちゃん[14]
- ハイグレ玉夫
- まひとくん。
- ろぜっくぴん

## HUITMORE
HUITMORE（ユイモア）は、2017年に株式会社吉田正樹事務所との共同出資により立ち上げられたインフルエンサープロダクション。2019年に株式会社吉田正樹事務所からの出資が解消され、THECOO株式会社本体に吸収された。
かつて所属していたクリエイター
※出典
- 福山あさき
- 三宅瑠奈
- Harumi
- mau.
- 山田あかり
- 渡辺さあや